# NITE
NITE (nationaal interdisciplinair theater ensemble) en internationaal dansgezelschap Club Guy & Roni vormen samen een interdisciplinair theaterhuis in Groningen, Nederland. Het merendeel van NITE's voorstellingen is meertalig en tourt met boventitels. NITE en Club Guy & Roni delen een ensemble van dansers, acteurs en musici. NITE was voorheen het Noord Nederlands Toneel, sinds mei 2023 is het toneel ensemble volledig overgestapt op de naam NITE.
NITE heeft een vast ensemble van acteurs in dienst: Bien de Moor, Sarah Janneh, Sanne den Hartogh, Nimuë Walraven, Olaf Ait Tami en Bram van der Heijden. Zij vormen samen met de dansers van Club Guy & Roni het interdisciplinaire NITE-ensemble.

## Geschiedenis
NITE is ontstaan in 2017. Choreograaf en regisseur Guy Weizman de artistieke leiding van het Noord Nederlands Toneel overnam van Ola Mafaalani. Met zijn komst verplaatste Club Guy & Roni ook naar de Bloemstraat 38 in Groningen en vormden de dansers, acteurs en musici een gemeenschappelijk ensemble.
Met deze overstap, werd een manifest geschreven door de makers van NITE en Club Guy & Roni, samen met onder andere Asko❘Schönberg Ensemble, Slagwerk Den Haag (nu HIIIT), MAISON the FAUX en Ascon de Nijs. In dit manifest werd hun specifieke, interdisciplinaire werkwijze vastgelegd. Begin mei 2023 is Noord Nederlands Toneel compleet overgestapt op de naam NITE.

## Repertoire (vanaf 2017)
2017 tot heden - Artistiek leiding: Guy Weizman
- 2017: Carrousel (NITE-voorstelling, regie Guy Weizman)
- 2018: Salam (NITE-voorstelling, regie Guy Weizman)
- 2018: Dorian (gastregie Christophe Coppens)
- 2019: Brave New World 2.0 (NITE-voorstelling, regie Guy Weizman)
- 2019: Er zal iemand komen (regie Liliane Brakema)
- 2019: Dear Winnie, in coproductie met KVS en Jr.cE.sA.r (gastregie Junior Mthombeni)
- 2020: De Poolse Bruid (locatievoorstelling, gastregie Lies van der Wiel)
- 2020: Before/After (NITE-voorstelling, regie Guy Weizman)
- 2020: Oom Wanja (regie Liliane Brakema)
- 2020: Dronken Mensen (NITEhotel, regie Eline Arbo)
- 2022: Zinderella (regie Moniek Merkx)
- 2022: Witch Hunt (regie Eline Arbo)
- 2022: The Underground (regie Guy Weizman)
- 2022: EXIT Macbeth (regie Jana Vetten en Jan-Christoph Gockel)
- 2023: Yara's Wedding coproductie Noord Nederlands Toneel, Schauspiel Hannover,  Slagwerk Den Haag en Asko❘Schönberg
- 2024: The Underground coproductie Club Guy & Roni, HIIIT en Asko❘Schönberg

Het NNT staat ook regelmatig met een voorstelling op het Oerol Festival:
- 2009: Heelhuids en Halsoverkop (regie Ko van den Bosch, coproductie met Club Guy & Roni)
- 2012: Salomé (regie Julie van den Berghe)
- 2013: Crash (regie Ko van den Bosch en Guy Weizman, coproductie met Club Guy & Roni)
- 2014: Crashtest Ibsen II: Volksvijand (regie Sarah Moeremans)
- 2015: Tempopia/Crashtest Ibsen: Nora (regie Sarah Moeremans, coproductie met Moeremans&Sons)
- 2016: Futopia/Crashtest Ibsen III: Spoken (regie Sarah Moeremans, coproductie met Moeremans&Sons)
- 2017: Penthesilea (regie Julie van den Berghe)
- 2018: FaustTM (regie Hendrik Aerts)